# Mihai Coman
Mihai Coman (n. 1953, Făgăraș) este un profesor universitar emerit, fondator al Facultății de Jurnalism și Științele Comunicării a Universității din București. 
Este absolvent al Facultății de Litere (1976), doctor în filologie (1985) și Doctor Honoris Causa al Universităților din Constanța și Craiova. Primul decan al Facultății de Jurnalism și Stiințele Comunicării, primul coordonator de doctorat în științele comunicării, creator al colecției Media a editurii Polirom (peste 50 de volume publicate din 1997), este considerat fondator al învățământului de jurnalism și comunicare în România; pentru contribuțiile sale a primit ordinul Meritul Cultural în grad de Cavaler, în anul 2009. Până în 1989 s-a dedicat cercetărilor de antropologie culturală consacrate folclorului românesc. A publicat 8 volume de studii de mitologie, între care a fost reeditată vasta sinteză referitoare la mitologia animalieră (Bestiarul mitologic român, în 1995) și alte cercetări sub titlul Studii de mitologie (2009). A publicat volumul de sinteză Introducere in antropologia culturala: mitul si ritul (2008).  
După 1989 a publicat volumul de referință Introducere în sistemul mass-media (ajuns la editia a IV-a) și a coordonat cele doua volume din Manualul de jurnalism, devenită carte de referință pentru multe generații de tineri jurnaliști. În această perioadă a început să elaboreze cadrele teoretice și analitice ale antropologiei mass-media prin studii publicate in revistele Reseaux, Communication, Journalism Studies, Celebrity studies etc. În anul 2003, ca o sinteză a acestor investigatii, a publicat la Presses Universitaires de Grenoble cartea Pour une anthropologie des medias. În anul 2005 a publicat împreună cu Eric Rothenbuhler volumul Media Anthropology la editura SAGE, lucrare devenită sursă autorizată pentru noua disciplină, antropologia mass-media. A publicat de asemenea numeroase studii stiintifice în reviste și volume colective din străinătate consacrate transformărilor mass media din țările post-comuniste.
Domeniul său de cercetare este antropologia mass-media (media events, arhetipuri și mituri în media, mass media și religia, etnografia audienței, socio-antropologia jurnaliștilor), fiind conform site-ului Universității din București „cel mai cunoscut cercetător român din domeniu”.